# Peleliu
Peleliu (domačini mu pravijo tudi Beliliou) je eden izmed otokov, ki spadajo pod otoško državo Palau. Skupaj s še dvema otokoma tvori eno izmed šestnajstih držav otočja Palau. Otok se nahaja severovzhodno od otoka Angaur in jugovzhodno od otoka Koror. Površina otoka znaša 13 km². Leta 2004 je na otoku živelo okoli 700 ljudi, s čimer je otok tretji najbolj naseljen otok v otočju. Večina otočanov živi v vasi Kloulklubed, ki je hkrati tudi upravno središče otoka. Na otoku so štiri vasi z imeni: Imelechol, Lademisang in Ongeuidel.

## Zgodovina
Otok je postal znan med drugo svetovno vojno, ko se je na njem odvijala izredno krvava bitka med japonskimi in ameriškimi vojaki. Zaradi naravnih jam in izredno dobrih obrambnih položajev so se japonski branilci izredno dolgo upirali napadom ameriških marincev. Boji za otok so se zaključili 27. novembra 1944. V bojih je padlo 1.794 ameriških in 10.695 japonskih vojakov. Danes je otok spominski kraj tako za Američane kot tudi za Japonce. Še danes, po skoraj sedemdesetih letih, je na otoku še vedno možno najti ostanke iz druge svetovne vojne (letališka steza, ostanki letal, bunkerji,...), ki pričajo o krvavih spopadih za ta strateško pomemben otok.
Po otoku je ime dobila tudi ameriška amfibijsko desantna ladja USS Peleliu (LHA-5).